# Lezzeno
Lèzzeno (Lescen in dialetto comasco, AFI: /ˈlɛʃeŋ/) è un comune italiano di 1 854 abitanti della provincia di Como in Lombardia.

## Storia
Il territorio lezzenese era già frequentato in epoca romana, come attestato dal ritrovamento di una lapide tombale del I-II secolo attualmente incorporata nella base del campanile della Chiesa dei Santi Quirico e Giulitta. 
Durante la guerra decennale, Lezzeno ospitava parte delle fortificazioni che costituivano il sistema difensivo dell'Isola Comacina, schierata dalla parte di Milano: una rocca, in località Castello, e una torre collocata sulla punta di Cavagnola.
Gli annessi agli Statuti di Como del 1335 riportano il “comune de Lezino plebis Insule” come la località che, all'interno della pieve di Isola, aveva il compito della manutenzione del tratto di via Regina compreso tra il "ponte de Camozia in sursum" fino al "pontem de Colono".
Anche da un punto di vista ecclesiale, Lezzeno dipese a lungo dalla pieve di Isola, entro la quale svolgeva le funzioni di viceparrocchia e dalla quale si staccò nel 1780, quando la chiesa dei Santi Quirico e Giulitta venne elevata a sede di una parrocchia autonoma dal vescovo di Como Giambattista Muggiasca.
Sempre inserito nella stessa pieve, nel XVI secolo Lezzeno risulta parte del "feudo d'Isola", a sua volta compreso in quel "feudo di Colico" concesso dapprima ad Antonio Maria Quadrio (1555) e poi alla famiglia Alberti.
Nel 1570, il paese di Lecenum viene esplicitamente menzionato - assieme alle frazioni di Rozzo (Roccum) e Bagnana - nel Theatrum Orbis Terrarium di Abraham Ortelius.
Nel 1640 il duca di Milano Filippo IV concesse Lezzeno e il resto della pieve d'Isola all'abate comasco Marco Gallio e, in seguito, ai suoi familiari. All'estinzione dell'ultimo erede dei Gallio, nel 1686 il feudo ritornò alla Regia Camera del Ducato di Milano.
Inserito nella stessa pieve fino al termine del XVIII secolo, nel 1751 Lezzeno era soggetto a un pagamento quindecennale per l'avvenuta redenzone dall'infeudazione e si componeva di due comunità separate:
- Lezzeno Superiore, comprensivo di Villa, Casate, Cendraro, Sosanna, Rozzo[8];
- Lezzeno inferiore, che includeva le località di Bagnana, Carsolina, Ponisio, Pescaredo, Calvasino, Sormazanna e Carvagnana[8].

### Simboli
Lo stemma e il gonfalone sono stati concessi con decreto del presidente della Repubblica del 21 giugno 1994.
Nello scudo sono raffigurati i ruderi del torrione di località Castello, al di sopra della frazione di Rozzo, i resti di una delle numerose torri erette lungo la sponda del lago per avvistare navi nemiche; la rocca faceva parte del sistema difensivo dell'Isola Comacina, prospiciente il paese. Lo smalto azzurro rievoca il lago, il metallo argenteo la roccia delle montagne che sovrastano l'abitato.

## Monumenti e luoghi d'interesse

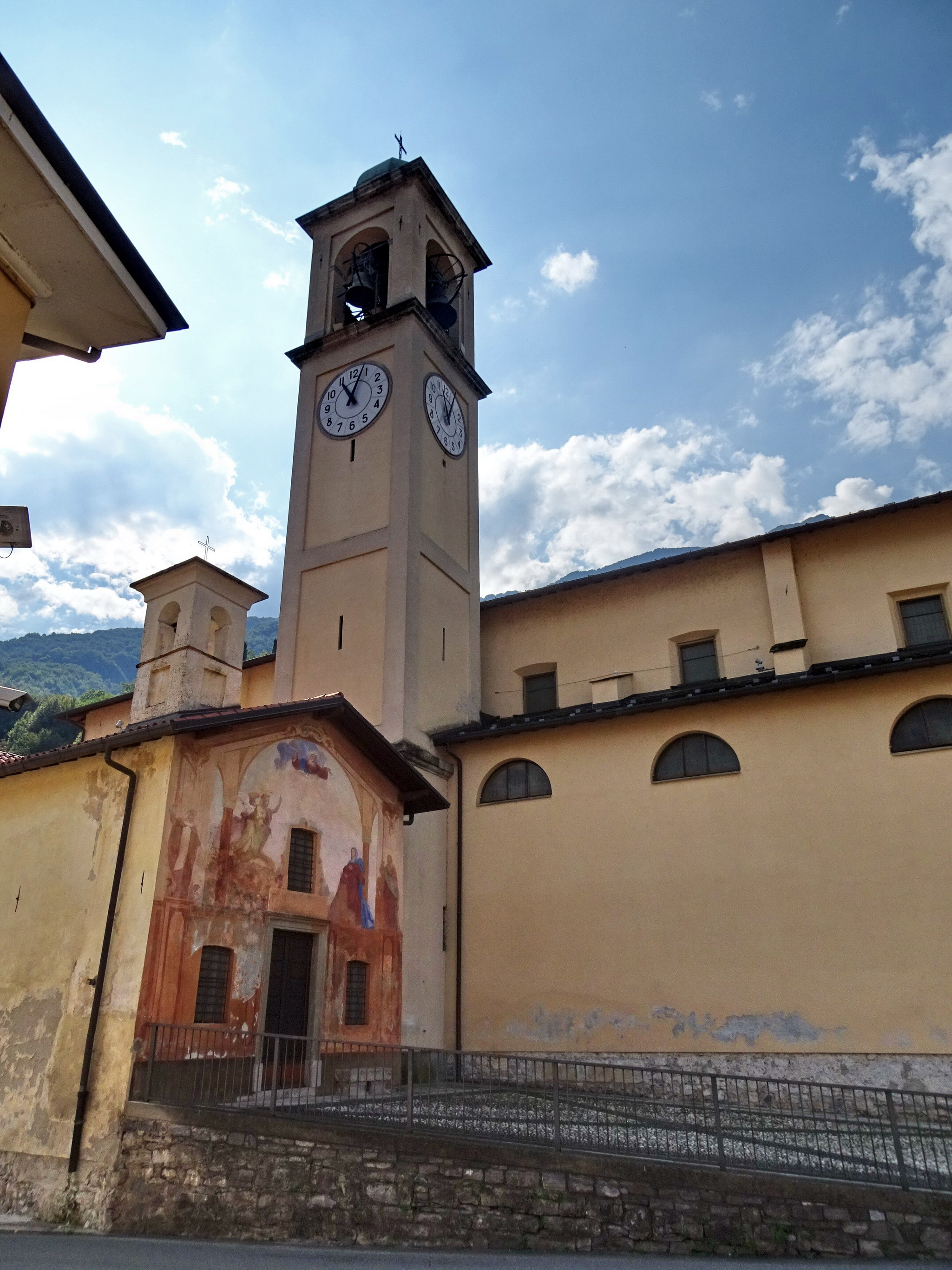
L'oratorio di S. Marta e, alle spalle, la parrocchiale dei SS. Quirico e Giulitta

### Architetture religiose
La parrocchia di Lezzeno, dedicata ai santi Quirico e Giulitta, si estende sulla statale lariana lungo circa sette chilometri e comprende numerose architetture religiose dislocate in ben 17 frazioni disseminate lungo la statale stessa.

#### Chiesa dei Santi Quirico e Giulitta
Tra i luoghi di culto ricordiamo la chiesa parrocchiale dedicata ai santi Quirico e Giulitta: risale forse intorno al 1490-1520. Venne poi ampliata nel XVI secolo e la facciata attuale, preceduta da un protiro a pianta rettangolare, attuale risale al 1929. Il campanile, datato 1856, ospita una lapide tombale romana del I-II secolo, rinvenuta all'interno del territorio comunale lezzenese.
All'interno della chiesa, il presbiterio e la cappella di San Francesco comprendono rispettivamente opere pittoriche e decorazioni realizzate da Giulio Quaglio.

#### Oratorio di Santa Marta
Accanto alla parrocchiale sorge l'oratorio dedicato a santa Marta (sec. XIV) ristrutturato di recente: sono visibili due affreschi ai lati dell'altare — Deposizione e Annunciazione (sec. XV) — e delle decorazioni in gesso sulla volta dell'altare stesso (sec. XVII). Inoltre il paliotto dell'altare, in scagliola, sempre del XVII secolo e infine le due panche in noce, una delle quali è datata 1619.

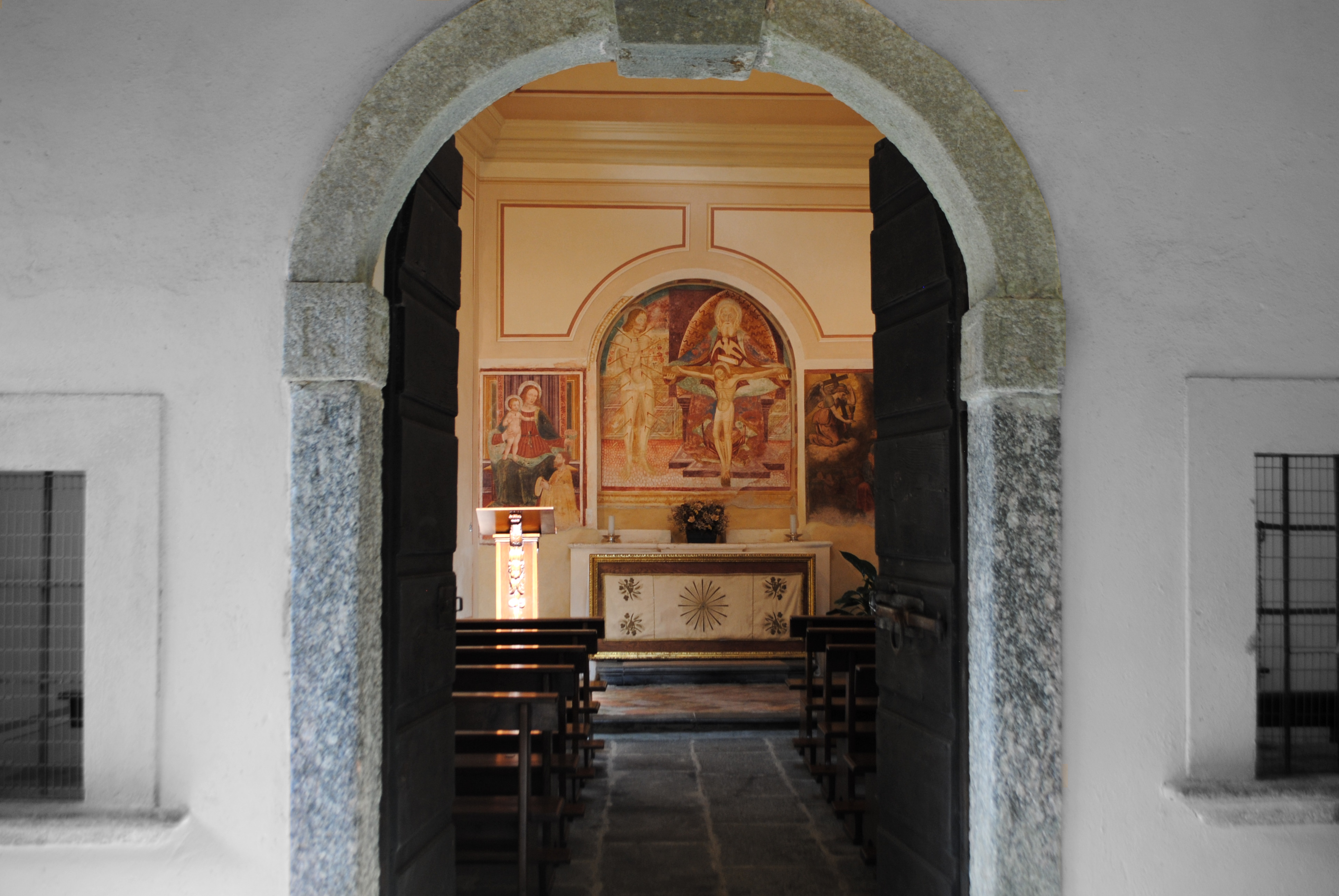
La chiesa della Santissima Trinità

#### Chiesa della Santissima Trinità

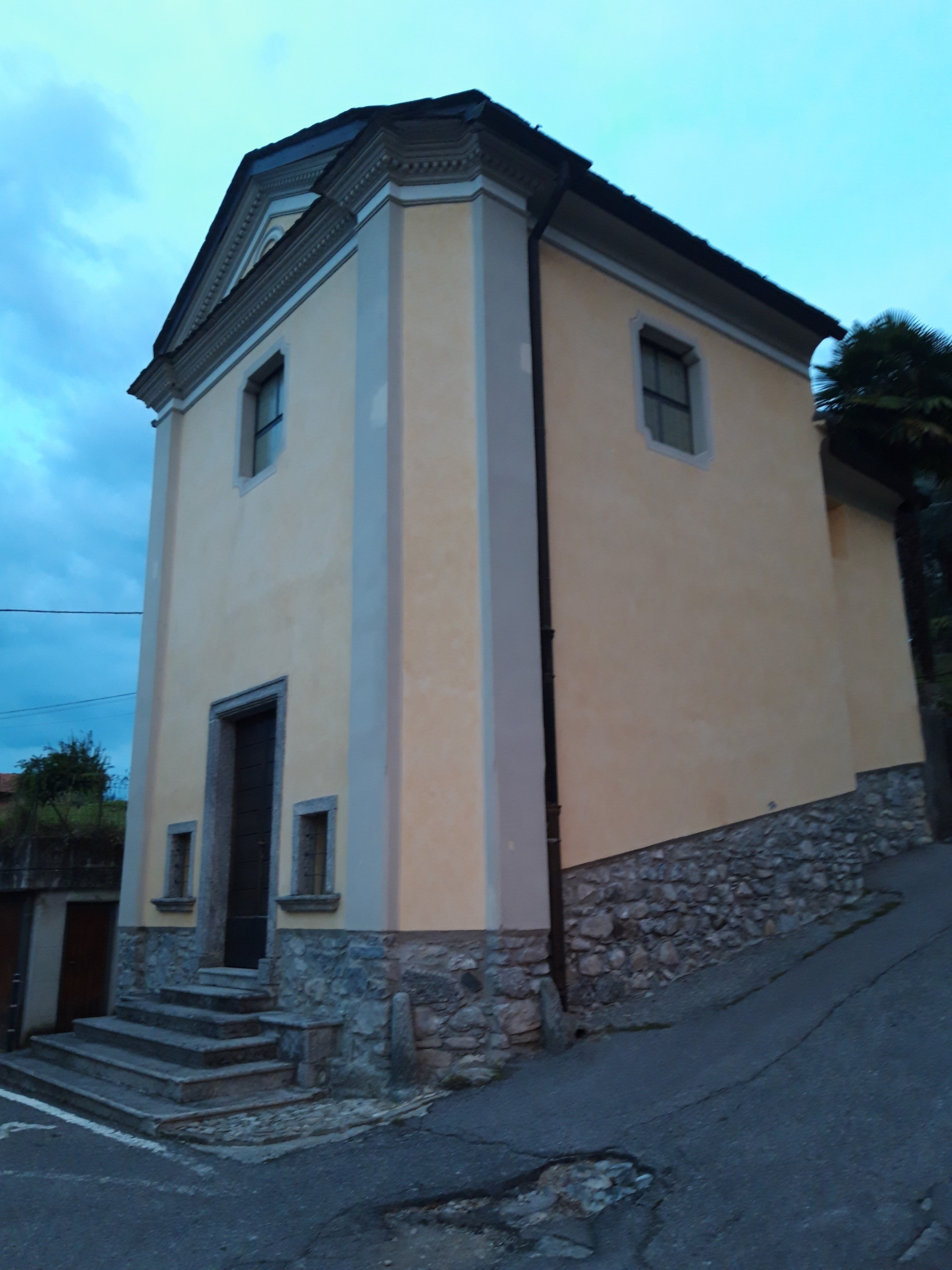
Chiesa di Santa Maria delle Grazie

Un'altra chiesa recentemente restaurata è quella dedicata alla Santissima Trinità: sorge in località Casacca e la si raggiunge tramite una scalinata che parte dalla frazione di Calvasino ed è adorna, ai lati, di cappellette affrescate con le stazioni di Via Crucis (1908). La chiesa della Santissima Trinità, sulla parete di fondo, presenta un dipinto databile verso il XVI secolo.

#### Chiesa della Madonna dei Ceppi
Un'altra chiesetta è situata ai piedi della montagna, in località Morbia, ed è dedicata alla Madonna dei Ceppi. Non presenta alcun aspetto artistico importante, salvo la statua in marmo della Madonna con il Bambino, che pare risalire al XV secolo. Il gruppo alpini di Lezzeno si fa carico della manutenzione di questa chiesetta.

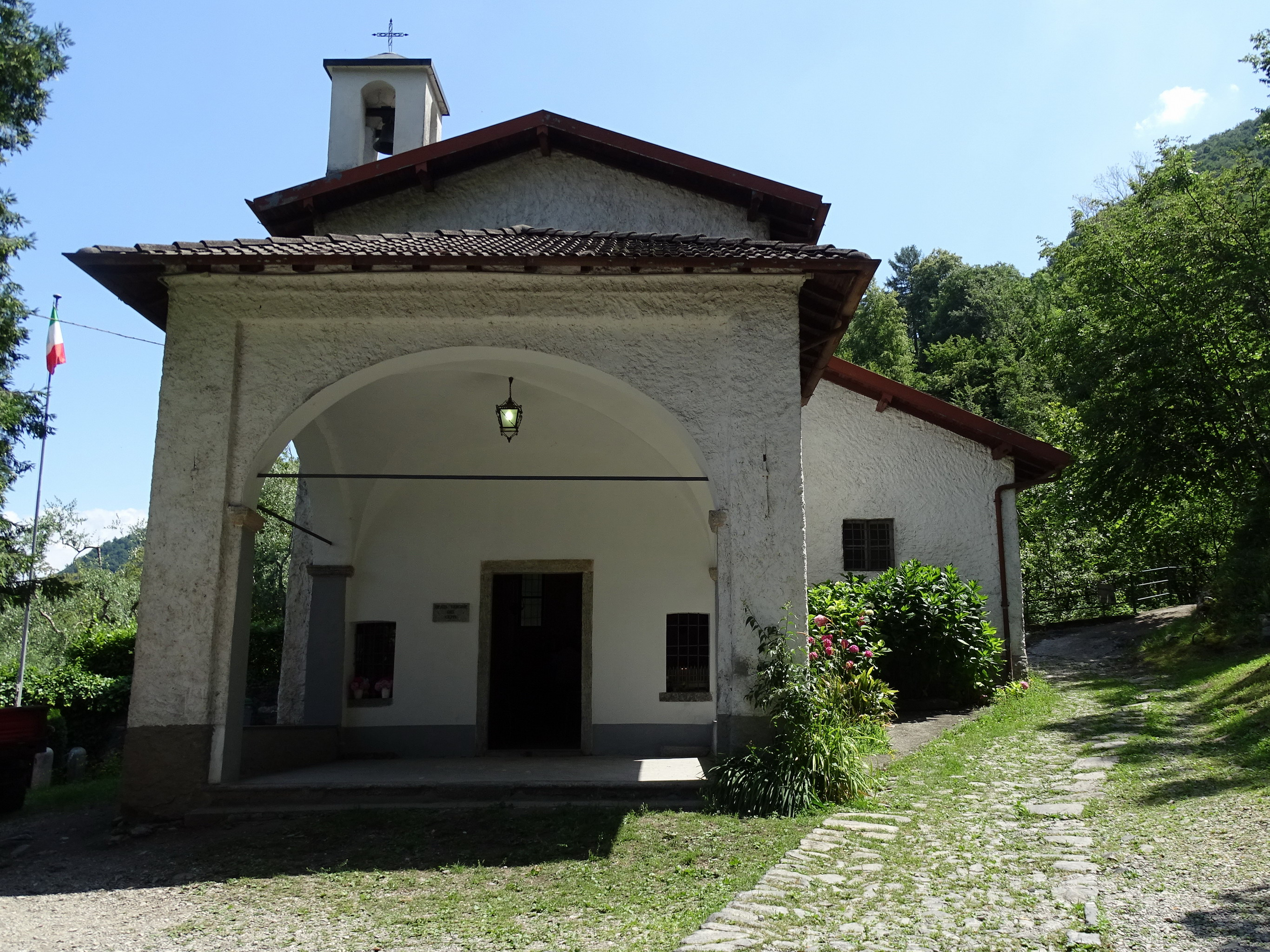
Chiesa della Madonna dei Ceppi

#### Altre architetture religiose

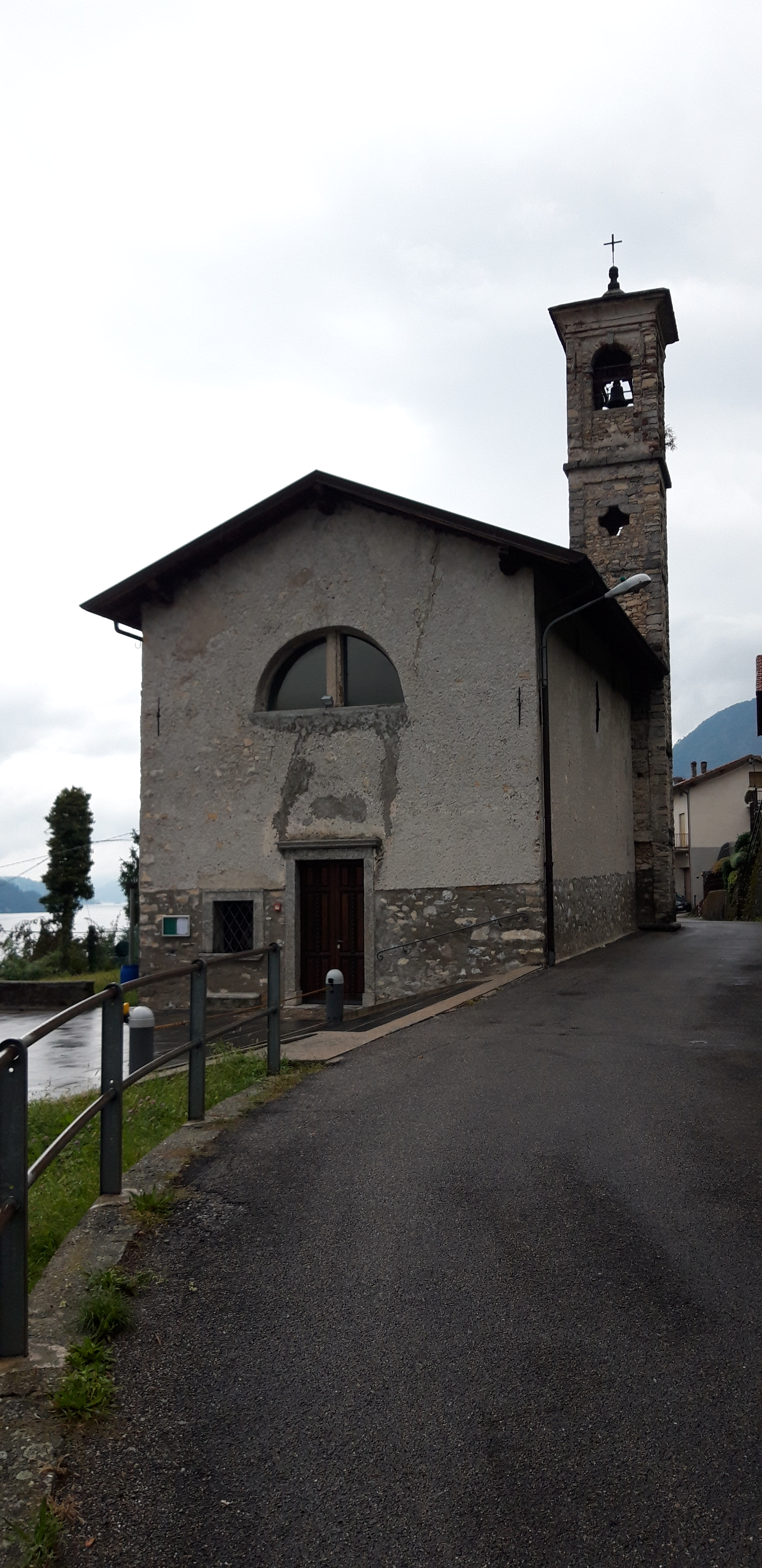
Chiesa di Sant'Antonio

- Chiesa di Sant'Antonio, presente in località Sormazzana almeno dalla seconda metà del Seicento.[15]

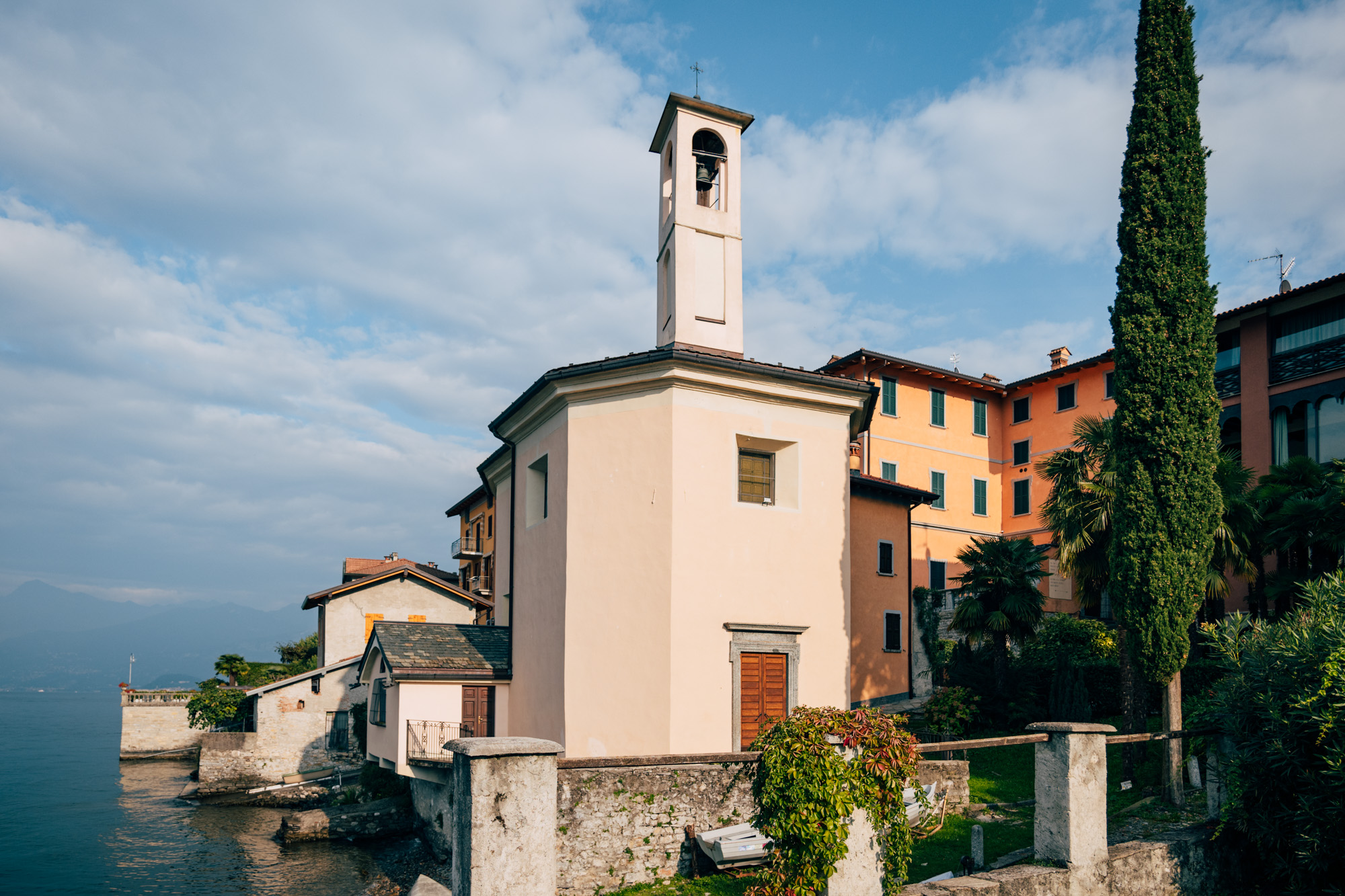
Chiesa di San Giuseppe

- Chiesa di San Giuseppe, a pianta centrale ottagonale dotata di abside poligonale.[16] L'edificio è stato realizzato negli anni 1677-1678 direttamente sulle rive del Lario a Pescaù, sulla via per Rozzo.[16]
- Chiesa di Santa Maria delle Grazie, presente in località Bagnana almeno dalla fine dell'Ottocento.[17]

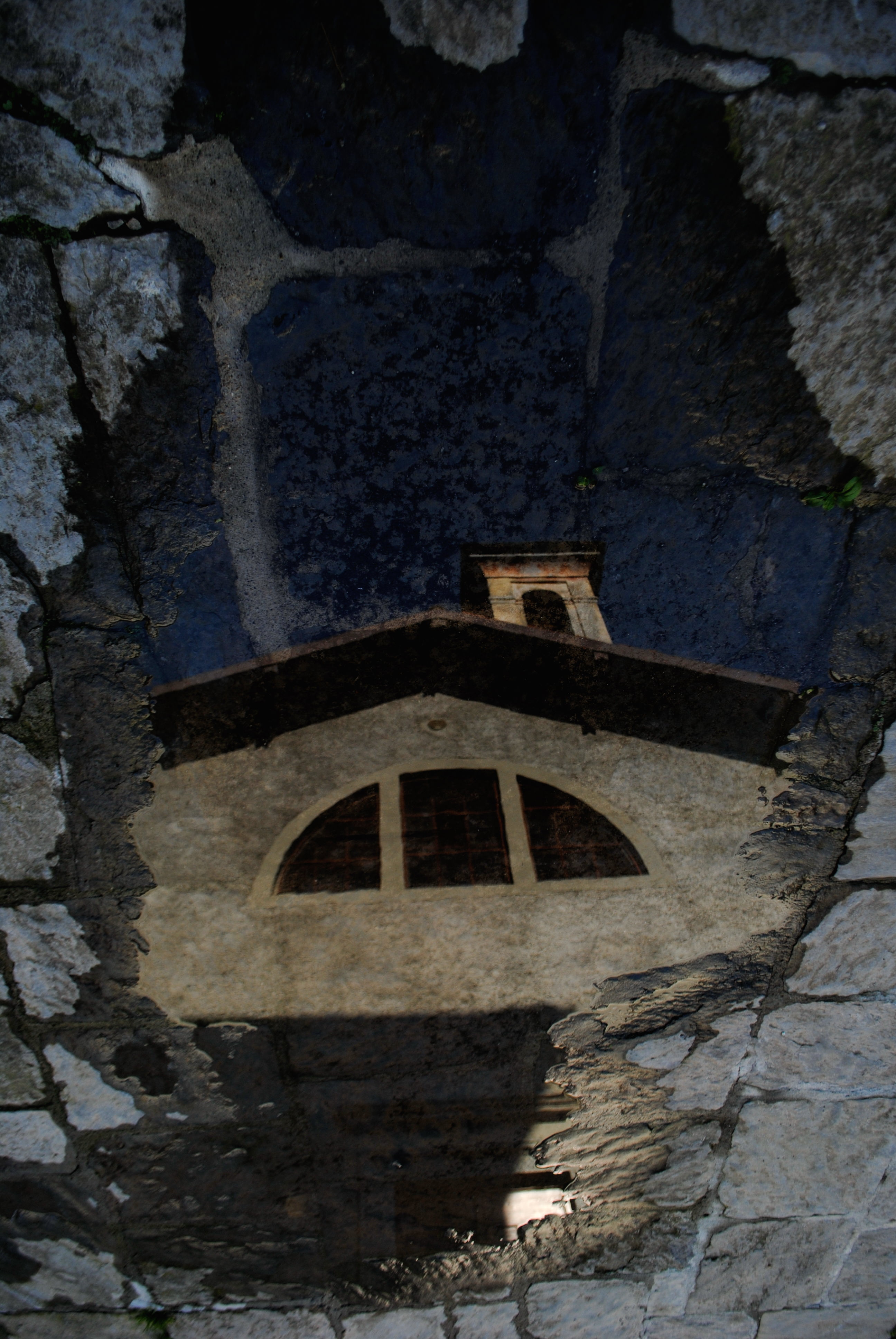
Riflesso della chiesa di San Rocco

- Chiesa di San Rocco in Villa, già attestata al tempo della visita pastorale del vescovo Andrea Ferrari nel 1894.[18]

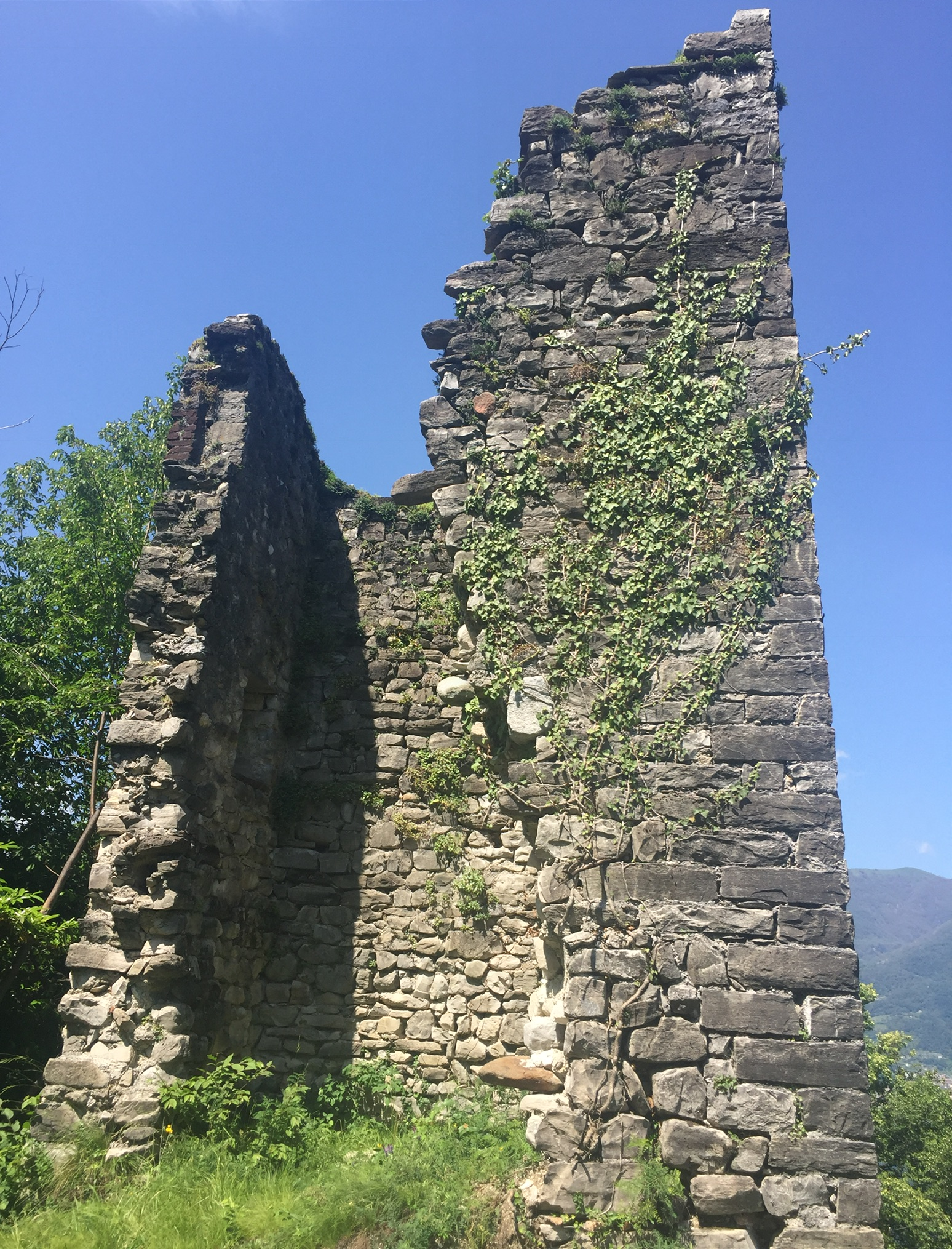
Torre di Rozzo

### Architetture militari

#### Torre di Rozzo
La frazione di Rozzo, già attestata dapprima come Roze (1281) e poi come Roz (1721), ospita l'omonima torre. Si tratta di un edificio che durante il periodo medievale aveva le funzioni di torre semaforica asservita alle altre fortificazioni di Lezzeno che, nel loro insieme, facevano parte del complesso di strutture difensive dell'Isola Comacina.

### Architetture civili
- Osteria il Governo, luogo dove Silvio Pellico fu alloggiato negli ultimi giorni prima di essere catturato.[23]

### Aree naturali
- Sasso del Calvarone (o Sasso del Diavolo), mastodontico masso erratico evocativo del Calvario.[24]
- Scogliera dei Sassi Grosgalli,[5] citata da Paolo Giovio nella sua opera del 1537 dal titolo Descrizione del Lario.[11]
- Grotta dei Bulberi (o delle Carpe),[5] che deve il proprio nome ad alcuni pesci leggendari menzionati da Paolo Giovio.[11]

## Società

### Evoluzione demografica

#### Demografia pre-unitaria
- 1751: 730 abitanti[8]
- 1771: 655 abitanti[25]
- 1799: 690 abitanti[26]
- 1805: 779 abitanti[26]
- 1809: 721 abitanti[26]
- 1853: 1 189 abitanti[27]

#### Demografia post-unitaria
Abitanti censiti

### Istituzioni, enti e associazioni
Tra le attività ludico-ricreative e culturali spiccano: il Centro Ricreativo e Bocciodromo Comunale; il museo storico della nautica e motonautica di Eugenio Molinari, situato presso gli omonimi cantieri, la Cartofila, l'A.C. Lezzeno, il Trekking Lezzeno, la Canottieri "La Sportiva"; il Corpo Musicale, fondato nel 1807 e oggi forte di 50 elementi, il Gruppo Alpini Lezzeno.
È tutt'oggi funzionante la Casa di Riposo per Anziani "Villa Citterio", in località Pescaù.

## Geografia antropica

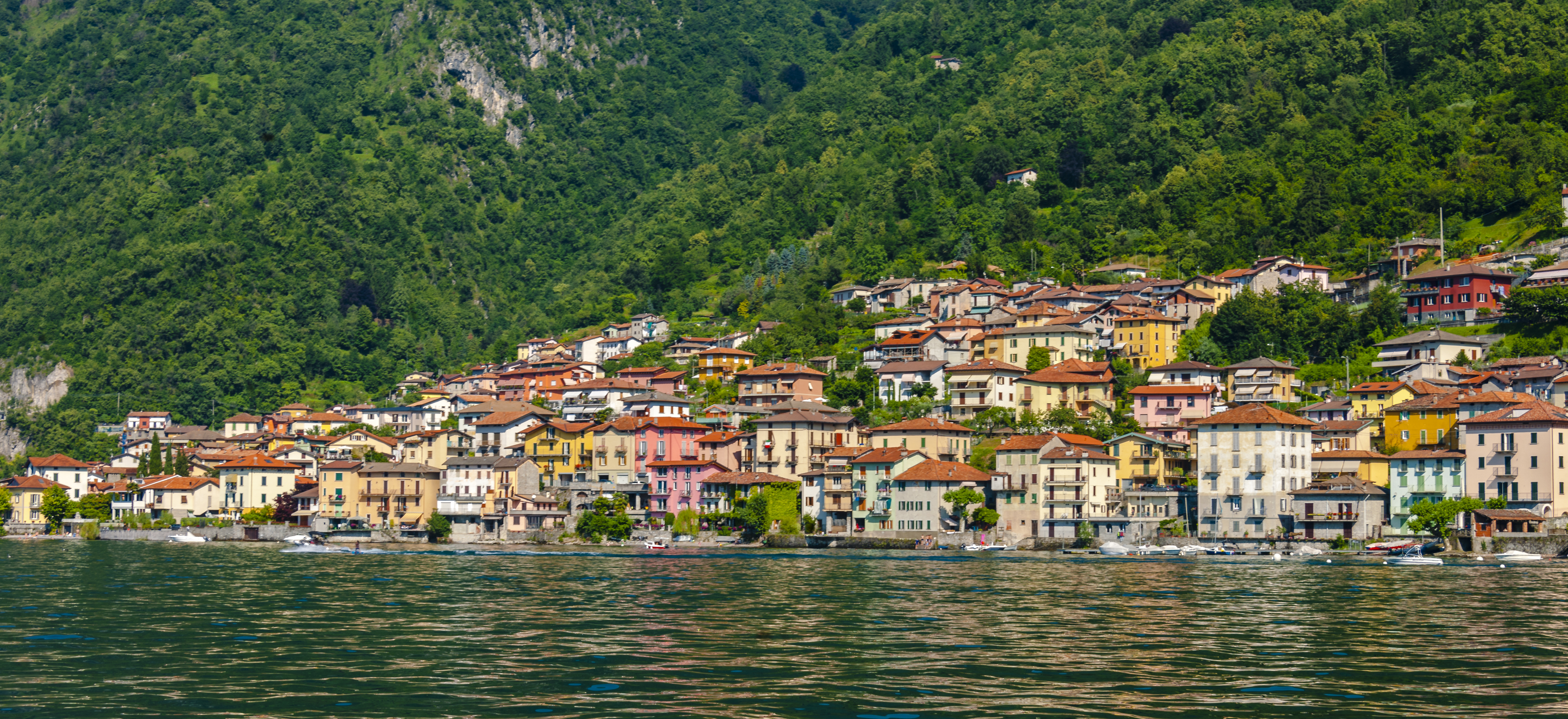
La frazione di Sossana

### Frazioni

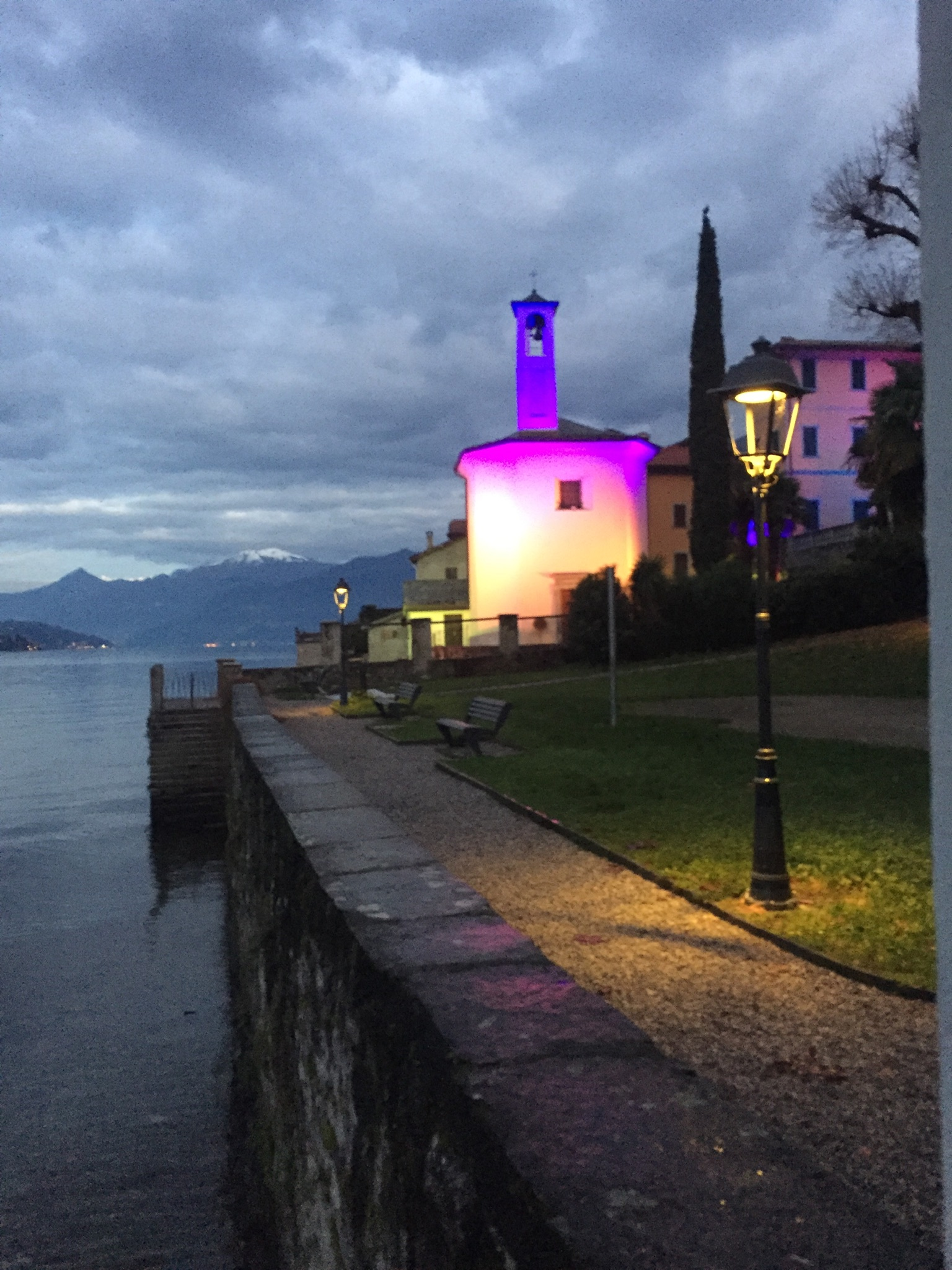
Lungolago e chiesa di San Giuseppe a Pescau

Lezzeno è suddivisa in 17 frazioni, qui sotto elencate da Ovest ad Est:
- Cavagnola
- Carvagnana
- Crotto
- Sormazzana
- Calvasino
- Pescaù
- Ponisio
- Carzolina
- Bagnana
- Chiesa
- Rozzo
- Sossana
- Sostra
- Cendraro
- Morbia
- Villa
- Casate

## Economia
L'economia era un tempo caratterizzata da tante piccole e floride attività artigianali per le quali è nota la sobrietà e l'operosità dei Lezzenesi stessi. 
Al tempo di Paolo Giovio, il paese di Lezzeno era noto per la produzione di vini a bassa gradazione alcolica.
Oggi l'economia risulta notevolmente ridimensionata dalla crisi economica, che ha colpito in particolar modo le attività della lavorazione del filo di ferro. Sono presenti inoltre officine meccaniche e pollivendoli ambulanti (i cosiddetti "girarrosti"), nonché varie attività professionali, tra cui scuole di sci nautico. In espansione l'attività turistica ricettiva.
È presente una banca propria, fondata nel 1963: Banca di Credito Cooperativo di Lezzeno.

## Amministrazione
Lezzeno è gemellato con Turate.
1946 - 1956 Enrico Mostes 

1956 - 1960 Adone Parolini 

1960 - 1964 Rino Lino Valerio 

1965 - 1970 Battista Martinelli 

1970 - 1980 Marco Bertolio 

1980 - 1990 Francesco Molinari 

1990 - 1999 Maria Molinari 

1999 - 2009 Pierluigi Posca (Lega Nord)

2009 - 2014 Maurizio Boleso (Lega Nord)

2014 - 2019 Paolo Pellolio (lista civica)

2019 - 2024 Maurizio Boleso (Lega Salvini)
2019 - in carica Maurizio Boleso (Lega Salvini)